# Nova Iguaçu de Goiás
Nova Iguaçu de Goiás é uma cidade e municipalidade no norte do estado de Goiás.

## Localização
Fica no estado de Goiás na região Centro-Oeste, a cidade fica perto de Porangatu. Outras cidades perto é Campinorte, 25 km. para o leste; Alto Horizonte, 12 km. para o norte; e Santa Terezinha de Goiás, 38 km. para o sudoeste.
Nova Iguaçu de Goiás é cercado pelos seguintes municípios:   
- norte: Alto Horizonte e Mara Rosa
- sul: Uruaçu
- leste: Campinorte
- oeste: Pilar de Goiás

A distância de Goiânia é 342 km. As ligações de rodovia são feitas por IR-080 / Nerópolis / São Francisco de Goiás / BR-153 / Jaraguá / IR-080 / Goianésia / Barro Alto / IR-342 / BR-080 / BR-153 / Uruaçu / Campinorte / IR-428.

## História do Município
Nova Iguaçu de Goiás surgiu com a chegada dos pioneiros Abdias Mendonça, sua esposa Guilhermina Benedito de Farias e Benedito Farias, e sua esposa Albertina da Luz, em meados de 1963, quando eles vieram em busca de terras férteis. Instalaram-se em uma chapada perto do Rio dos Bois, Rio Pouso-Falso e Ribeirão do Meio.
Os pioneiros assim que chegaram, e logo ergueram suas casas e construíram comércios, que na época, eram estabelecimentos simples feitos de madeira, onde vendiam produtos rurais, como por exemplo: café, açúcar, mandioca, fumo, pinga de engenho, fósforo, entre outros mantimentos.
O nome do Município foi batizado de Nova Iguaçu por um dos fundadores, o baiano Abdias Mendonça, que teve como inspiração o nome de uma grande embarcação da qual velejou em uma das suas viagens entre o Estado da Bahia e o Estado de Goiás.
Ressalta-se que, ao contrário do que muitas pessoas pensam, Nova Iguaçu de Goiás não possui nenhum vínculo ou conexão história com seu homônimo, o Município de Nova Iguaçu do Rio de Janeiro. Apesar da semelhança, a estátua do Cristo Redentor na entrada da cidade é mera coincidência.
A primeira missa do povoado foi celebrada pelo padre José Chaves, em um rancho de palha que também servia de escola. Com a chegada de novas famílias, o povoado cresceu rapidamente. Vieram ajudar os pioneiros: Sebastião das Dores, Ananias, Antonhão, Jordino, Zumiro, Aristeu, Cascudinho, Belico, Mario Cabeçudo, José Conrado, Virgílio Teles, entre outros.
No início, Nova Iguaçu - GO tinha pouca infra estrutura urbana em seus primeiros anos de vida, mas aos poucos a região foi se consolidando em estrutura semi-urbana, serviços públicos e em situação sócio econômica. Nova Iguaçu de Goiás foi emancipada em janeiro de 1991, com a Lei nº 11.406/91.

## Informações Políticas
Com a emancipação política em 1991, Nova Iguaçu foi governada até 1992 por Valdemar José de Souza (Fiím) (PMDB), na época Vereador de Mara Rosa e representante do distrito de Nova Iguaçu. Com as eleições de 1992, Valdemar José de Souza (PMDB) foi eleito prefeito tomando posse em 1993. Em 1996 o vencedor do pleito foi Osvair Ribeiro de Moraes (PSDB) com 1.054 votos. Nas eleições de 2000, Osvair Ribeiro de Moraes (PST) se reelegeu com 1.183 votos. Em 2004 Adelino Serra Alves (PFL) (ex-vice-prefeito no governo de Osvair Ribeiro de Moraes) foi eleito com 829 votos. Nas eleições de 2008 Adelino Serra Alves (PR) derrotou seu antigo apoiador Osvair Ribeiro com 1.310 votos, contra 943 de Osvair. Nas eleições de 2012 Vilcimar Pereira Pinto (PSB) apoiado por Osvair Ribeiro de Moraes derrotou o candidato a sucessão de Adelino, Renildo Alves da Silva (PSDB), por 1.319 contra 1.004 votos.

## Prefeitos eleitos e Vereadores mais votados

### Prefeitos
| Ano de Posse | Nome do Prefeito                     | Número de Votos  |
| ------------ | ------------------------------------ | ---------------- |
| 1991         | Valdemar José de Souza (Fiím) (PMDB) | Sem dados no TSE |
| 1997         | Osvair Ribeiro de Moraes (PSDB)      | 1.054            |
| 2001         | Osvair Ribeiro de Moraes (PST)       | 1.183            |
| 2005         | Adelino Serra Alves (PFL)            | 829              |
| 2009         | Adelino Serra Alves (PR)             | 1.310            |
| 2013         | Vilcimar Pereira Pinto (PSB)         | 1.319            |
| 2017         | Vilcimar Pereira Pinto (PROS)        | 1.558            |

### Vereadores
Lista com os vereadores mais votados:
| Ano de Posse | Nome do Vereador                            | Número de Votos  |
| ------------ | ------------------------------------------- | ---------------- |
| 1993         |                                             | Sem dados no TSE |
| 1997         | Nito Pedro Pereira (PSDB)                   | 121              |
| 2001         | Joaquim Mundin de Souza (Joaquim Pão) (PST) | 143              |
| 2005         | Nito Pedro Pereira (PFL)                    | 120              |
| 2009         | Delmon Lopes De Oliveira (PMDB)             | 184              |
| 2013         | Antônio Lara (Tõe Salomão) (PR)             | 156              |
| 2017         | Valcilei Antônio Vicente (DEM)              | 249              |

## Informação econômica
A economia está baseada em indústrias de transformação modestas, serviços, emprego público, agropecuária e agricultura.

### Produtos da Agricultura (2011)
| Produto        | Área plantada (ha) | Quantidade produzida (t) | Valor da produção R$ |
| -------------- | ------------------ | ------------------------ | -------------------- |
| Banana         | 8                  | 54                       | 27 mil               |
| Arroz          | 100                | 170                      | 85 mil               |
| Cana-de-açúcar | 3                  | 105                      | 10 mil               |
| Mandioca       | 15                 | 285                      | 142 mil              |
| Milho          | 200                | 560                      | 224 mil              |